# Municipio de Spring (condado de Perry)
El municipio de Spring  (en inglés: Spring Township) es un municipio ubicado en el condado de Perry en el estado estadounidense de Pensilvania. En el año 2000 tenía una población de 2.021 habitantes y una densidad poblacional de 27.1 personas por km².

## Geografía
El municipio de Spring se encuentra ubicado en las coordenadas 40°20′00″N 77°15′59″O / 40.33333, -77.26639.

## Demografía
Según la Oficina del Censo en 2000 los ingresos medios por hogar en la localidad eran de $48,594 y los ingresos medios por familia eran $53,083. Los hombres tenían unos ingresos medios de $32,355 frente a los $26,979 para las mujeres. La renta per cápita para la localidad era de $19,644. Alrededor del 7,5% de la población estaban por debajo del umbral de pobreza.